# 御烛木属
御烛木属（学名：Rhabdotosperma）是玄参科的一属。

## 下属物种
本属包括以下物种：
- 沙特阿拉伯御烛木 Rhabdotosperma saudiarabicum A.Alzahrani[2]